# Rete tranviaria di Hiroshima
La rete tranviaria urbana di Hiroshima è formata da 8 linee, ed è gestita dalla società Ferrovia elettrica di Hiroshima s.p.a. (Linea Hiroden 株式会社?, Hiroshima Dentetsu Kabushiki-gaisha). La rete si estende per 35,1 km e, oltre a sette linee tranviarie urbane, conta anche una metrotranvia extraurbana di 16 km. Il materiale rotabile è costituito da una grande varietà di mezzi, fra cui molti provenienti dall'Europa, e per questo la rete di Hiroshima può essere considerato un "museo in movimento dei tram". In giapponese la rete viene spesso chiamata "Hiroden" (広電?), forma abbreviata del nome originale. La società gestisce anche trasporto su gomma e immobili.

## Rete
La rete è attualmente composta come di seguito indicato:
- Una metrotranvia a sede riservata di 16,1 km. (Linea Miyajima)
  - fra Hiroden Nishi-Hiroshima e Hiroden Miyajima-guchi.
  - i treni (tram) entrano nella linea urbana in sede promiscua da Nishi-Hiroshima in poi
- Sei percorsi urbani della lunghezza di 19 km
- I mezzi in operazione sono 271
- Il sistema di Hiroshima è la tranvia più estesa di tutto il Giappone

| Nome linea     | Nome linea       | Lunghezza | Percorsi | Percorsi | Percorsi | Percorsi | Percorsi | Percorsi | Percorsi | Percorsi | Capolinea                                                    | Numero fermate |
| -------------- | ---------------- | --------- | -------- | -------- | -------- | -------- | -------- | -------- | -------- | -------- | ------------------------------------------------------------ | -------------- |
| Tranvia urbana | Linea principale | 5.5 km    | 1号線    | 2号線    | 3号線    | 5号線    | 6号線    | 7号線    | 8号線    | 9号線    | Hiroshima JR (M1) - Hiroden Nishi-Hiroshima (M19)            | 19             |
| Tranvia urbana | Linea Ujina      | 5.7 km    | 1号線    |          | 3号線    | 5号線    |          | 7号線    |          |          | Kamiyamachi (M9) - Hiroshimakō (U18)                         | 19             |
| Tranvia urbana | Linea Eba        | 2.6 km    |          |          |          |          | 6号線    |          | 8号線    | 9号線    | Dobashi (M13) - Eba(E6)                                      | 7              |
| Tranvia urbana | Yokogawa         | 1.4 km    |          |          |          |          |          | 7号線    | 8号線    |          | Tōkaichichō (Y1/M12) - Yokokawa(Y5)                          | 5              |
| Tranvia urbana | Linea Minami     | 2.5 km    |          |          |          | 5号線    |          |          |          |          | Matobachō (H3/M3) - Minamichō-rokuchōme (H9/U9)              | 7              |
| Tranvia urbana | Linea Hakushima  | 1.2 km    |          |          |          |          |          |          |          | 9号線    | Hakushima (W5) - Hatchōbori (W1/M7)                          | 5              |
| Metrotranvia   | Linea Miyajima   | 16.1 km   |          | 2号線    |          |          |          |          |          |          | Hiroden Nishi-Hiroshima (M19) - Hiroden Miyajima-guchi (M39) | 21             |